# 안양과천 요금소

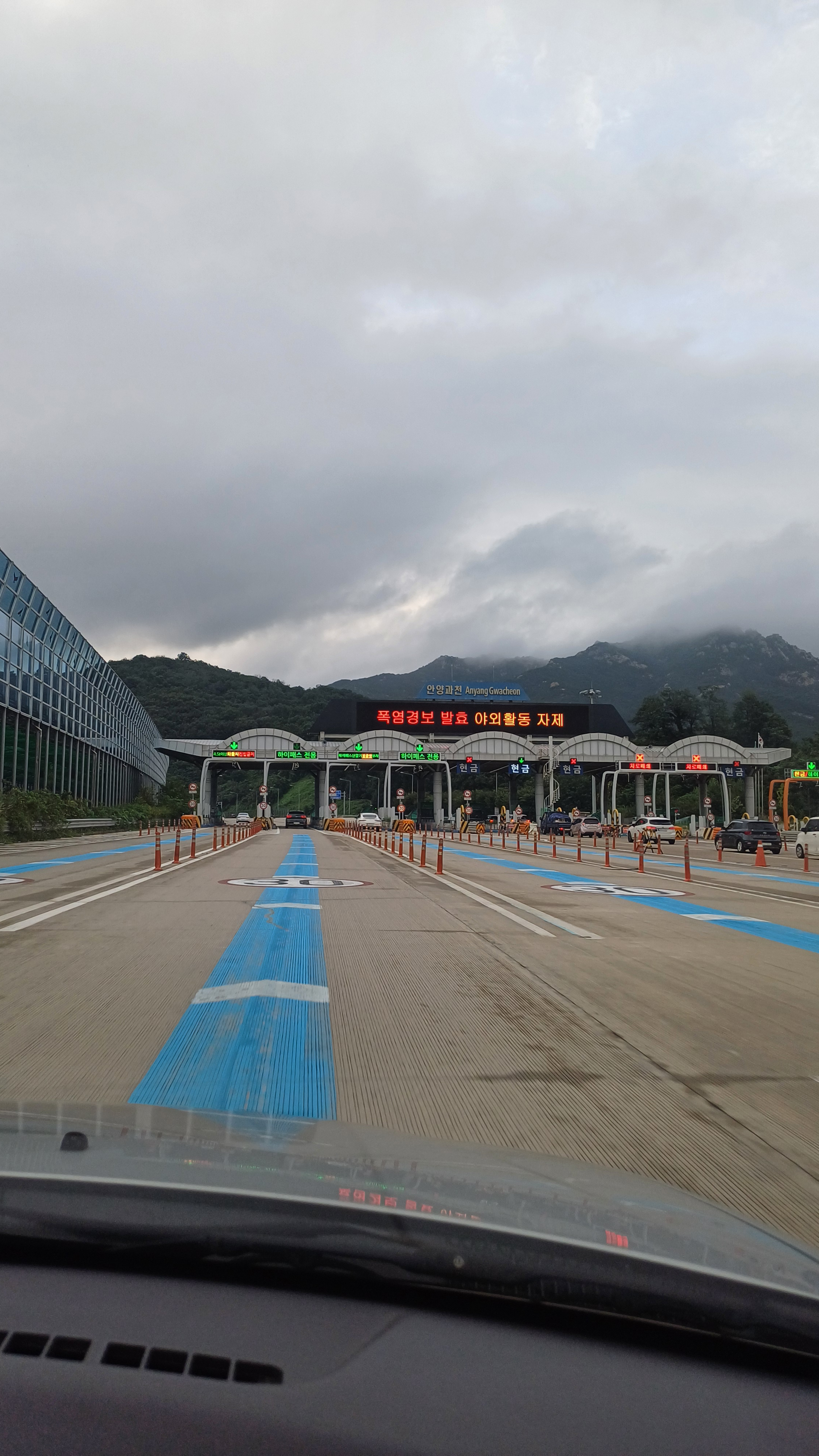
안양과천요금소

안양과천 요금소(安養果川料金所, N.Pangyo TG)는 경기도 안양시 동안구 삼현로 53-85(관양동)에 위치한 제2경인고속도로 본선 상의 요금소이다. 삼막 나들목에서 동쪽으로 5.9km, 북의왕 나들목에서 서쪽으로 1.5km 떨어져 있다. 건설 당시 가칭은 과천 요금소였다.
2017년 9월 27일 제2경인고속도로 안양 ~ 성남 구간이 개통되면서 영업을 개시하였으며, 관리는 제2경인연결고속도로 안양과천영업소에서 하고 있다.

## 연혁
- 2017년 9월 27일 : 제2경인고속도로 안양 ~ 성남 구간 개통과 함께 영업 개시[1]